# Raffaello Ciocca
Raffaello Ciocca (Roma, 26 aprile 1945) è un ex calciatore italiano, di ruolo attaccante.

## Carriera
Nella stagione 1966-1967 ha giocato 3 partite in Serie A con la maglia del Cagliari. Con i cagliaritani Ciocca ha anche una esperienza nel campionato nordamericano organizzato nel 1967 dalla United Soccer Association e riconosciuto dalla FIFA, in cui i sardi giocarono nelle vesti del Chicago Mustangs, ottenendo il terzo posto nella Western Division.